# Oxid wolframitý
Oxid wolframitý (W2O3) je jedním z oxidů wolframu, který je v něm přítomen v oxidačním stavu III.